# Menorquinisch
Menorquinisch (menorquí) ist ein Dialekt des Katalanischen, der auf der Balearen-Insel Menorca gesprochen wird. Er ähnelt sehr den auf den anderen Inseln der Balearen gesprochenen Dialekten Mallorquinisch (mallorquí) und Ibizenkisch (eivissenc) und wird mit ihnen zur Dialektgruppe des Balearischen zusammengefasst.